# Provincia di Maynas
La provincia di Maynas è una delle otto province della regione di Loreto nel Perù.

## Capoluogo e data di fondazione
Il capoluogo è Iquitos, fondata nel 1764 sul Rio delle Amazzoni.
Sindaco (alcalde)
- - 2019-2022: Francisco Sanjurjo Dávila.
  - 2007-2010: Abensur Díaz.

## Superficie e popolazione
- 119859,4 km²
- 536 423 abitanti (nel 2005)

## Provincie confinanti
Confina a nord con Colombia; a est con la provincia di Mariscal Ramón Castilla; a ovest con la provincia di Loreto e con il Ecuador e a sud con la provincia di Requena.

## Geografia antropica

### Suddivisioni amministrative
È divisa in 13 distretti:
- Alto Nanay
- Belen
- Fernando Lores
- Indiana
- Iquitos
- Las Amazonas
- Mazán
- Napo
- Punchana
- San Juan Bautista
- Teniente Manuel Clavero
- Torres Causana

## Festività
- 5 maggio: San Felipe e Santiago
- 24 giugno: San Giovanni
- 8 dicembre: Immacolata Concezione